# Baby Baby (Amy Grant)
Baby Baby è un singolo della cantante statunitense Amy Grant, pubblicato nel 1991 ed estratto dall'album Heart in Motion.
La canzone è stata scritta da Keith Thomas ed Amy Grant.

## Tracce
- CD (USA)

1. Baby Baby (7-inch Heart in Motion mix) – 3:50
2. Baby Baby (12-inch Heart in Motion mix) – 6:02
3. Lead Me On (LP version) – 5:36

## Classifiche
| Classifica (1991) | Posizione raggiunta |
| ----------------- | ------------------- |
| Regno Unito       | 2                   |
| Stati Uniti       | 1                   |